# Schleswig-Holstein-Sonderburg-Franzhagen
Die Linie Schleswig-Holstein-Sonderburg-Franzhagen war von 1689 bis 1709 die Bezeichnung für die Hauptlinie des herzoglichen Hauses Schleswig-Holstein-Sonderburg. Ihr Name leitete sich vom Schloss Franzhagen bei Schulendorf im Herzogtum Sachsen-Lauenburg ab.
Das Herzogtum Schleswig-Holstein-Sonderburg war bereits 1667 Konkurs gegangen. Der Herzog Christian Adolf I. heiratete 1676 Eleonore Charlotte von Sachsen-Lauenburg. 1689 erbte sie den väterlichen Besitz Schloss Franzhagen, auf die die Sonderburger Linie reduziert blieb. Sie starb 1709 aus. 1716 wurde das Schloss Franzhagen abgebrochen.

## Liste der Herzöge
| Regierungszeit | Name                | Bemerkung |
| -------------- | ------------------- | --- |
| 1676–1702      | Christian Adolf I.  | Ehemaliger Herzog von Schleswig-Holstein-Sonderburg, wurde 1667 für Konkurs erklärt; der einstige Stammsitz Schloss Sonderburg ging darauf an die dänische Krone. Seine Gattin ab 1676 Eleonore Charlotte v. Sachsen-Lauenburg-Franzhagen brachte das namensgebende Schloss Franzhagen mit in die Ehe. |
| 1702–1707      | Leopold Christian   | Sohn, unebenbürtige morganatische Heirat mit Anna Sophia Segelke, die Kinder waren nicht erbfähig. |
| 1707–1708      | Ludwig Karl         | Bruder, verheiratet mit der unebenbürtigen Anna Barbara Dorothea von Winterfeld, deren Kinder sind als Adelige für ein Gut (Allod) erbberechtigt. |
| 1708–1709      | Christian Adolf II. | minderjähriger Sohn und Erbe (Linie erloschen). |

Die wirklich Regierungsgewalt ab 1702 hatte Eleonore Charlotte von Sachsen-Lauenburg, die Frau von Christian Adolf I., da die Söhne unter ihrem Stand geheiratet hatten. Anna Barbara Dorothea von Winterfeld behielt bis zu ihrem Tod in 1739 nur ein Haus in Billwerder.